# Chani Martín
Chani Martín (Torrelaguna, 30 de julio de 1973) es un actor y cantante español.

## Biografía
Nacido en Torrelaguna, se licenció en la RESAD.
Aparte de su faceta en el mundo del cine, Chani Martín es el cantante y compositor del grupo musical ElZurdo. El 29 de enero de 2013 publicaron su primer disco, de nombre ElZurdo.

## Películas (lista incompleta)
Largometrajes
| Año  | Película                                     | Personaje                | Director               |
| ---- | -------------------------------------------- | ------------------------ | ---------------------- |
| 2002 | Ellos son noche                              |                          | David Doncel           |
| 2003 | La suerte dormida                            | Genaro                   | Ángeles González Sinde |
| 2005 | Hormigas en la boca                          | Comisario                | Mariano Barroso        |
| 2005 | El penalti más largo del mundo               | Árbitro                  | Roberto Santiago       |
| 2006 | El Laberinto del Fauno                       | Trigo                    | Guillermo del Toro     |
| 2007 | Amigos de Jesús                              | Lucas                    | Antonio Muñoz de Mesa  |
| 2008 | Enloquecidas                                 | El joven                 | Juan Luis Iborra       |
| 2011 | ¿Estás ahí?                                  | Cura                     | Roberto Santiago       |
| 2011 | No habrá paz para los malvados               | Camarero 1               | Enrique Urbizu         |
| 2013 | Viral                                        | Juanjo                   | Lucas Figueroa         |
| 2014 | Mortadelo y Filemón contra Jimmy el Cachondo | Mari (Voz)               | Javier Fesser          |
| 2015 | El destierro                                 | Paulino                  | Arturo Ruiz            |
| 2016 | Tarde para la ira                            | Marcelo                  | Raúl Arévalo           |
| 2017 | Despido procedente                           | Agente de Seguridad 1    | Lucas Figueroa         |
| 2017 | Nosotros                                     | Vicente                  | Felipe Vara de Rey     |
| 2018 | Campeones                                    | Conductor Autobús Cuenca | Javier Fesser          |
| 2018 | Tiempo después                               | Cliente Barbería         | José Luis Cuerda       |
| 2019 | Lo nunca visto                               | Padilla                  | Marina Seresesky       |
| 2019 | Diecisiete                                   | Ignacio                  | Daniel Sánchez Arévalo |
| 2020 | Historias lamentables                        | Bermejo                  | Javier Fesser          |

Cortometrajes
- El rastrillo se quiere comprometer, de Santi Veiga
- Invictus, el correo del César, de Javier Fesser
- Lala de Esteban Crespo
- Primeros auxilios, de Antonio Muñoz de Mesa
- El cortejo de Marina Seresesky
- 5 minutos de cortesía japonesa, de Santi Veiga
- Que me tapes, coño, de Antonio Muñoz de Mesa
- ¿Qué día es hoy?, de Mariano Barroso
- Claustrofobia, de Chani Martín

## Televisión
| Año         | Serie                       | Canal       | Personaje               | Notas        |
| ----------- | --------------------------- | ----------- | ----------------------- | ------------ |
| 2006        | Tirando a dar               | Telecinco   |                         | 2 episodios  |
| 2006 - 2007 | Hospital Central            | Telecinco   | Árbitro / Tago          | 2 episodios  |
| 2008        | La señora                   | La 1        | Eusebio                 | 4 episodios  |
| 2008 - 2009 | El comisario                | Telecinco   | Camello                 | 4 episodios  |
| 2008 - 2010 | Impares                     | Antena 3    | Nicasio Salazar         | 3 episodios  |
| 2010        | Águila Roja                 | La 1        |                         | 1 episodio   |
| 2011        | Hispania, la leyenda        | Antena 3    | Legionario              | 1 episodio   |
| 2011        | Cheers                      | Telecinco   | Toro Sentado            | 1 episodio   |
| 2011        | Aída                        | Telecinco   | Encargado Funeraria     | 1 episodio   |
| 2012        | La fuga                     | Telecinco   | Tom                     | 10 episodios |
| 2013        | Gran Hotel                  | Antena 3    | Fotógrafo               | 2 episodios  |
| 2013        | Tierra de Lobos             | Telecinco   |                         | 1 episodio   |
| 2014        | B&b, de boca en boca        | Telecinco   | Chema Garrido           | 1 episodio   |
| 2014        | Cielo con diamantes         | Prointel    | Will                    | 8 episodios  |
| 2016        | La sonata del silencio      | La 1        | Eutimio                 | 9 episodios  |
| 2016        | Víctor Ros                  | La 1        |                         | 1 episodio   |
| 2018        | Traición                    | La 1        | Velarde                 | 2 episodios  |
| 2018        | Asesinato en la universidad | La 1        | Javier de Castro        | TV-Movie     |
| 2018        | Pequeñas coincidencias      | Prime Video |                         | 1 episodio   |
| 2019        | Hospital Valle Norte        | La 1        | Carrasco                | 1 episodio   |
| 2019        | Señoras del (h)AMPA         | Telecinco   | Ligue de Mayte          | 1 episodio   |
| 2019 - 2020 | Justo antes de Cristo       | #0          | Rufus                   | 12 episodios |
| 2020 - 2022 | Desaparecidos               | Prime Video | Sebastián "Sebas" Cano  | ¿? episodios |
| 2020        | Benidorm                    | Antena 3    | Surfer                  | 8 episodios  |
| 2021        | Sky Rojo                    | Netflix     | Fernando                | 5 episodios  |
| 2021        | Cuéntame como pasó          | La 1        | Gálvez                  |              |
| 2023 - 2024 | 4 estrellas                 | La 1        | Miguel Romaña Plaza     | 79 episodios |
| 2023        | Poquita fe                  | Movistar    | El vecino               | 12 episodios |
| 2024        | L'Alqueria Blanca           | À Punt      | José Luis López Vázquez | 3 episodios  |

## Obras de teatro
- 2015 La mirada del otro. Dir: Chani Martín. Sala Cuarta Pared y Proyecto 43/2.
- 2015 Las guerras correctas (de Gabriel Ochoa). Dir: Gabriel Ochoa. Protagonista. Teatro del Barrio.
- 2014 Cancún (de Jordi Galcerán). Dir: José Zayas. Protagonista. Teatro GALA, Washington D. C.
- 2013 QFWFQ (Una historia del universo). Teatro Meridional. Dir. A. Lavín.
- 2013 Cabaret barroco. Dir: José Luis Arellano. Protagonista. Teatro GALA, Washington D. C.
- 2012 La piel en llamas. Dir: José Luis Arellano. Protagonista. Teatro María Guerrero.
- 2011 Woyzeck. Dir. Gerardo Vera. Reparto. Teatro María Guerrero.
- 2010 Kvetch: una comedia americana. Teatro Meridional. Dir. A. Lavín.
- 2010 Miguel Hernández. Teatro Meridional. Dir: A. Lavín.
- 2007-08 La verdadera historia de los Hermanos Marx. Teatro Meridional.  Dir. Álvaro Lavín.
- 2006-07 Bang, Bang. Producciones Bang. Dir. Martín Gervasoni.
- 2005-06 Jacques el fatalista. Teatro Meridional. Dir. Álvaro Lavín.
- 2004-06 Cloun Dei. Teatro Meridional. Dir. Álvaro Lavín.
- 2002 Objetos perdidos. UROC Teatro. Dir. Petra Martínez.
- 2002 Los Tres Mosqueteros, buscando a D'Artañán. Teatro Impar. Estrenada en mayo de 2003 en el Teatro Lope de Vega de Madrid. Dirección: Javier Veiga. Escrita por Javier Veiga, Javier Coll y Chani Martín. Música: Daniel Cívico, Chani Martín.
- 2000-2002 Casa con dos puertas. Teatro Impar. Dir. Javier Veiga.

## Otros trabajos
- 2014 Mortadelo y Filemón contra Jimmy el Cachondo de Javier Fesser como actor de doblaje de la Mari.